# 1998 WV24
1998 WV24 est un objet binaire de la ceinture de Kuiper faisant partie des cubewanos.

## Caractéristiques
1998 WV24 mesure environ 110 km de diamètre ayant un satellite de 96 km. Les deux corps orbitent à 1 420 ± 60 km de distance l'un de l'autre,. L'objet pourrait être qualifié de transneptunien double.